# سرى (اسم)
سُرى هو اسم علم مؤنث و مذكر من أصل عربي ومعناه السير ليلا واخذ الاسم من قوله تعالى {سُبْحَانَ الَّذِي أَسْرَى بِعَبْدِهِ لَيْلاً}
اسم سرى مشتق من فعل سرى وهو فعل ماضي مشتق من اسم فعل.